# Megachile punctata
Megachile punctata är en biart som beskrevs av Smith 1853. Megachile punctata ingår i släktet tapetserarbin, och familjen buksamlarbin. Inga underarter finns listade i Catalogue of Life.